# The Story of Seabiscuit
The Story of Seabiscuit è un film del 1949 diretto da David Butler. È la storia romanzata di un celebre campione purosangue, il cavallo Seabiscuit (1933-1947) che nel film viene interpretato da un suo consanguineo.

## Produzione
Il film fu prodotto dalla Warner Bros.
Venne girato in California, al Burns Ranch e all'Hollywood Park Racetrack.

## Distribuzione
Distribuito dalla Warner Bros., il film uscì nelle sale cinematografiche USA il 12 novembre 1949 dopo essere stato presentato in prima a New York l'11 novembre. In Spagna, dov'è conosciuto come A rienda suelta, uscì a Barcellona il 28 dicembre 1950 e a Madrid il 5 aprile 1951.